# (1837) Osita
(1837) Osita est un astéroïde de la ceinture principale.

## Description
(1837) Osita est un astéroïde de la ceinture principale. Il fut découvert le 16 août 1971 à El Leoncito par James B. Gibson. Il présente une orbite caractérisée par un demi-grand axe de 2,21 UA, une excentricité de 0,09 et une inclinaison de 3,8° par rapport à l'écliptique.

## Compléments